# Daniel O’Connell

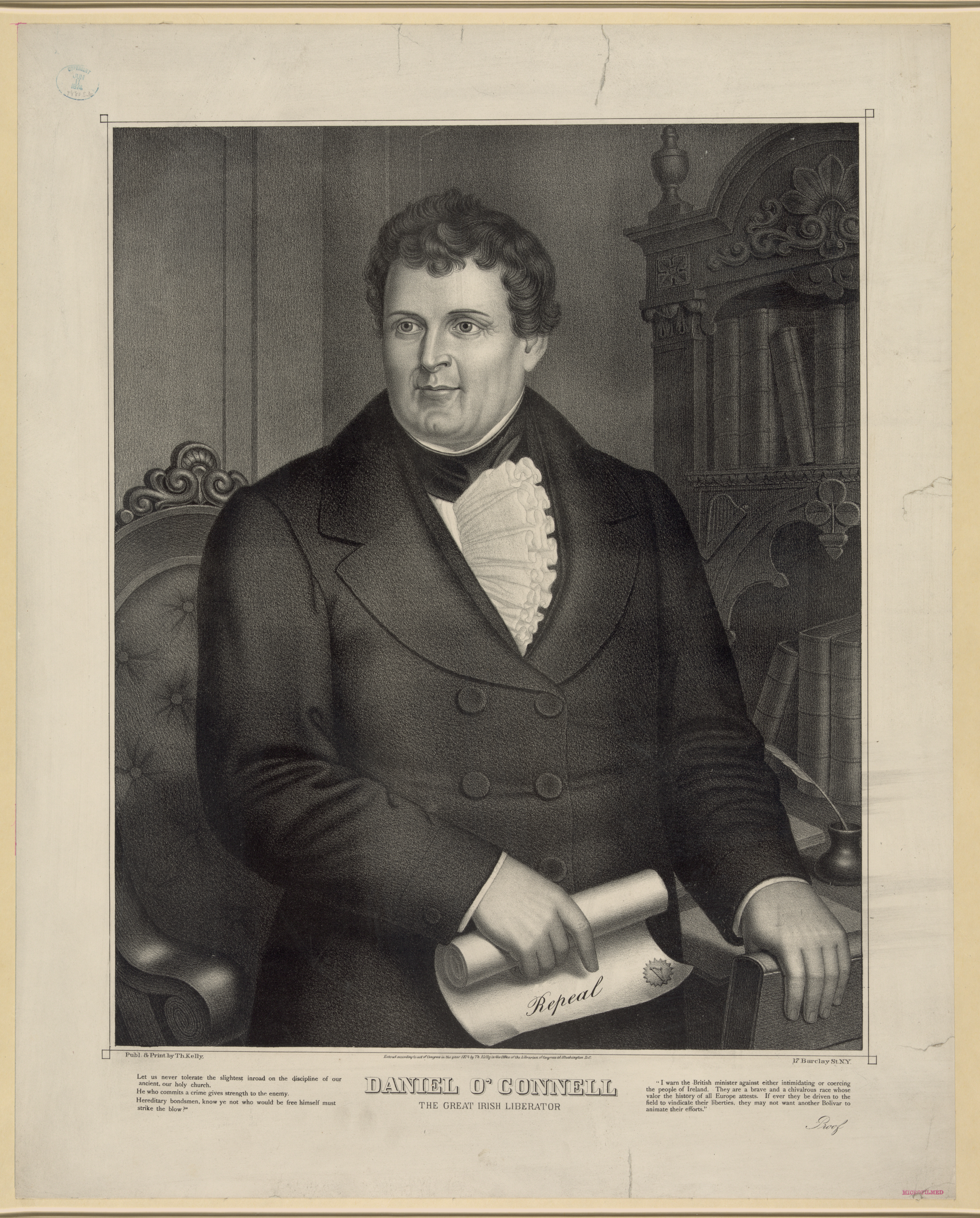
Daniel O’Connell

Daniel O’Connell (irisch Dónall Ó Conaill; * 6. August 1775 in Carhen bei Cahersiveen, County Kerry, Irland; † 15. Mai 1847 in Genua) war ein irischer Politiker. Er trug den Beinamen „The Liberator“ (der Befreier) und war der herausragende Politiker Irlands in der ersten Hälfte des 19. Jahrhunderts. Er setzte sich vor allem für die Gleichberechtigung der Katholiken und die Aufhebung der Union zwischen Irland und Großbritannien ein.

## Leben
Geboren wurde er in Carhan in der Nähe von Cahersiveen im County Kerry als Sohn einer verarmten römisch-katholischen Familie niederen Adels. Sein wohlhabender Onkel Maurice O’Connell ermöglichte ihm ein Studium in Paris und London. 1794 wurde er am Lincoln’s Inn zugelassen und wechselte zwei Jahre später zum King’s Inn in Dublin. In diesen frühen Jahren machte er Bekanntschaft mit demokratischen Radikalen. Unter ihrem Einfluss entwickelte sich bei ihm die Idee, Gleichberechtigung und religiöse Toleranz im Lande durchzusetzen. Sein Onkel Maurice riet ihm davon ab, sich während seines Studiums an den militärischen Aktionen jener Zeit zu beteiligen. Als eine französische Invasionsflotte mit Wolfe Tone im Dezember 1796 in die Bantry Bay einlief, befand sich O’Connell in einem Dilemma. Im Januar 1797 schrieb er seinem Onkel, dass sich alle seine Kommilitonen zum Freiwilligenkorps gemeldet hätten. Da er jung, gesund und Junggeselle sei, hätte er keine Entschuldigung mehr, sich nicht zu melden. Noch im gleichen Monat trat er dem Lawyer’s Artillery Corps bei.
Am 19. Mai 1798 erhielt er seine Zulassung als einer der ersten katholischen Anwälte Irlands. Vier Tage später begannen die United Irishmen ihren Aufstand, der von den Briten blutig niedergeschlagen wurde. O’Connell war gegen den Aufstand. Er glaubte, dass die Iren ihre Forderungen auf politischem Wege durchsetzen müssten. Deshalb zog er sich in seine Heimat Kerry zurück und praktizierte das nächste Jahrzehnt als Anwalt. Auch Robert Emmets Rebellion im Jahre 1803 wurde von ihm abgelehnt.

## Der Kampf für die Gleichberechtigung der Katholiken
O’Connell kehrte in den 1810er Jahren auf die politische Bühne zurück. Er wollte sich für die Aufhebung der anti-katholischen Gesetze in Irland einsetzen. Zu diesem Zweck gründete er 1811 eine Organisation namens Catholic Board, die allerdings schon bald, wegen Streitigkeiten untereinander, wieder aufgelöst wurde. Der zweite Versuch mit der 1823 ins Leben gerufenen Catholic Association war erfolgreicher. Die Gesellschaft finanzierte sich durch die Beiträge der Mitglieder. Durch den geringen Beitrag von einem Penny monatlich schaffte er es, auch ärmere Bevölkerungsschichten zum Beitritt zu bewegen. Das Geld wurde vom örtlichen Klerus nach der sonntäglichen Messe eingetrieben. Damit war er so erfolgreich, dass schon in kurzer Zeit ein beträchtlicher Geldbetrag zusammenkam. Das Geld wurde benutzt, um pro-katholische Abgeordnete im Unterhaus und die armen Mitglieder mit Nahrung und Geld zu unterstützen. Im Jahr 1828 bewarb er sich in einer Nachwahl im County Clare um einen Sitz im Unterhaus. Er gewann die Wahl mit großem Vorsprung, konnte sein Mandat aber nicht wahrnehmen, da er sich als Katholik weigerte, einen Eid auf den König als Oberhaupt der anglikanischen Church of England zu leisten. Der Premierminister, der Duke of Wellington, und der Innenminister Sir Robert Peel befürchteten, dass es zu Unruhen kommen könnte, wenn man O’Connell den Sitz aufgrund seines Glaubens verweigern würde. Obwohl sie beide Gegner der Katholikenemanzipation waren, überzeugten sie Georg IV. davon, dass es notwendig sei, allen Anhängern christlicher Glaubensrichtungen das Recht auf einen Parlamentssitz zu gewähren. Mit Hilfe der Liberalen setzten sie dies schließlich auch durch. Am 13. April 1829 trat die Catholic Emancipation Bill in Kraft. Sie brachte eine deutliche Verbesserung der Rechte der katholischen Bevölkerung.
Es gab allerdings noch unpopuläre Reste der Strafgesetze gegen Katholiken. So wurden noch immer der so genannte Tithe (entspricht dem deutschen Zehnten) erhoben. Das waren Zahlungen an die anglikanische Kirche, die vor allem die Landbevölkerung erheblich belasteten. Bei einer Kampagne gegen diese Zahlungen im Jahr 1831 kam es zu gewalttätigen Auseinandersetzungen, dem Tithe-Krieg. Obwohl O’Connell Gewalt stets ablehnte, verteidigte er Teilnehmer der Schlacht von Carrickshock, als diese angeklagt wurden. 1841 wurde Daniel O’Connell erster katholischer Oberbürgermeister von Dublin. Als William Sharman Crawford 1838 eine komplette Abschaffung der Tithes forderte, sprach sich O’Connell gegen diese Forderung aus. Er fürchtete eine Gefährdung der Koalition aus Liberalen, radikalen und irischen Abgeordneten, die seit 1835 bestand und auf die Stimmen der irisch-katholischen Abgeordneten angewiesen war.

## Der Kampf für die Abschaffung der Union
Das zweite große politische Ziel von O’Connell war die Aufhebung der Unionsakte von 1800. Sie schloss Großbritannien und Irland zum Vereinigten Königreich von Großbritannien und Irland zusammen. Er versuchte zunächst die Aufhebung durch einen Parlamentsbeschluss zu erreichen. Eine erste Initiative hierzu im Jahr 1834 wurde jedoch mit überwältigender Mehrheit abgelehnt. Nach seiner Wahl zum Oberbürgermeister änderte er seine Strategie. Er versuchte die britische Regierung durch eine Massenbewegung zum Einlenken zu zwingen. Zur Organisation dieser Kampagne gründete er die Repeal Association. Ihr Ziel war es, ein unabhängiges, sich selbst regierendes Königreich Irland, mit Königin Victoria als Königin von Irland, zu schaffen. Um für dieses Ziel zu werben, hielt er 1843 eine Reihe von ungefähr 40 Monster Meetings in Irland ab. Sie wurden so genannt, weil es O’Connell gelang, bisher nicht gekannte Menschenmassen zu mobilisieren. Die größte Demonstration dieser Art fand am 15. August 1843 in Tara, dem alten Sitz der irischen Hochkönige, statt. Nach seriösen Schätzungen waren bei dieser Versammlung zwischen 500.000 und 1.000.000 Menschen anwesend. Diese Großversammlungen erschreckten die britische Regierung. Premierminister Sir Robert Peel entschloss sich, eine für den 8. Oktober 1843 geplante Versammlung auf dem Schlachtfeld von Clontarf – dort hatte Brian Boru 1014 die Wikinger geschlagen – zu verbieten. Da O’Connell auf Legalität achtete, entschloss er sich trotz gegenteiliger Appelle seiner Anhänger, die Versammlung kurzfristig abzusagen.
Dennoch wurde er kurz darauf verhaftet. Trotz offensichtlich unbegründeter Anklage wurde er von einem Geschworenengericht verurteilt. Das britische Oberhaus hob das Urteil aber nach einigen Monaten wieder auf, und er wurde aus der Haft entlassen. Nachdem O’Connell sich seiner wirksamsten Waffe, der Monster Meetings, beraubt hatte, gelang es ihm nicht mehr, seinen Kampf für die Abschaffung der Union voranzutreiben. Aus Enttäuschung verließen ihn viele seiner Anhänger. Einige sammelten sich um Charles Gavan Duffy, John Mitchel, William Smith O’Brien und Thomas Davis. Dieser Kreis wurde bald allgemein als Young Ireland bezeichnet. Obwohl sie O’Connells konservative Haltung in sozialen Fragen teilten, waren sie bereit, für die irische Unabhängigkeit auch militärische Mittel einzusetzen.

## Politische Grundsätze und Ziele
O’Connell war kein Revolutionär. Seine politischen Ziele wollte er ausschließlich mit verfassungsgemäßen und friedlichen Mitteln durchsetzen. Sein Hauptdruckmittel war die Mobilisierung der katholischen Bevölkerung, der er erstmals in der Geschichte ein Bewusstsein für ihre Macht und Stärke gab. Er hat einmal gesagt, dass die Freiheit Irlands keinen einzigen Blutstropfen wert sei. Das britische Establishment wurde von ihm oft gewarnt, dass die Iren irgendwann den Befürwortern von Gewalt folgen würden, wenn es in Irland keine Reformen des politischen Systems gäbe. Er wollte auch die soziale Lage der irischen Bevölkerung verbessern, da er blutige Revolten befürchtete, wenn die Armen nichts mehr zu verlieren hätten. Durch die Mobilisierung der Masse der katholischen Bauern und des Klerus erreichte er einige seiner Ziele. So wurde es gewählten katholischen Abgeordneten möglich, ihre Sitze im britischen Parlament einzunehmen. Aus dem Treueid wurden diskriminierende Formulierungen entfernt. Bei der Verwirklichung seines zweiten großen Zieles, der Aufhebung der Union zwischen Großbritannien und Irland, scheiterte er dagegen. Hier waren die Widerstände in Großbritannien zu groß, als das durch Massenproteste und verfassungsgemäße Mittel etwas zu erreichen gewesen wäre. Obwohl O’Connell selbst die irische Sprache beherrschte, forderte er die Iren auf, Englisch zu lernen, um so ihre Aufstiegschancen zu verbessern. Ferner befürwortete O’Connell die vollständige rechtliche Gleichstellung von Juden.

## Vermächtnis

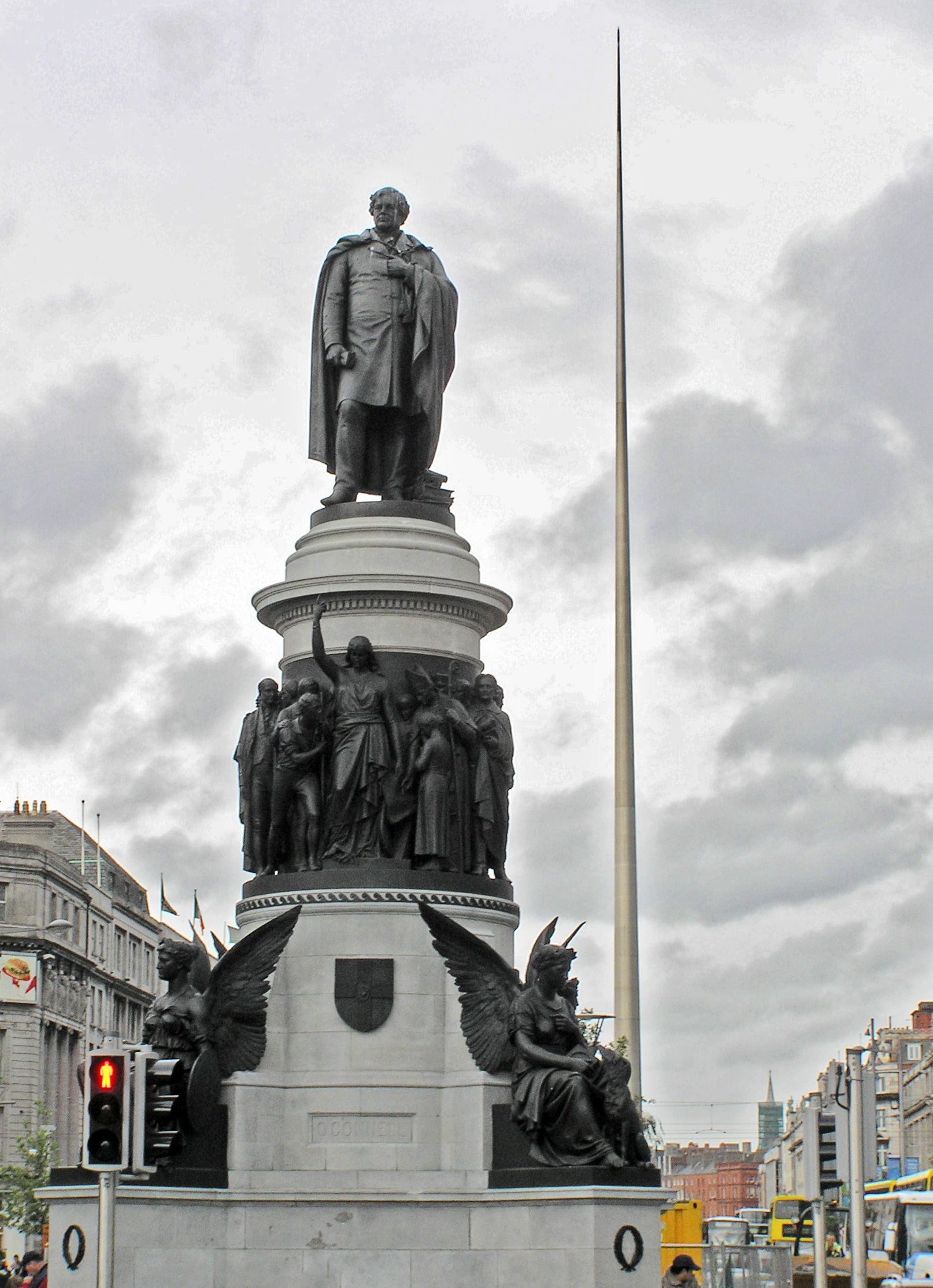
John Henry Foley: O’Connell-Denkmal in Dublin

O’Connell starb am 15. Mai 1847 um 21.30 Uhr in Genua im Hotel Feder an einer „Gehirn-Affection“. Er befand sich auf einer Pilgerreise nach Rom. Sein Herz wurde in Rom begraben. Die anderen sterblichen Überreste liegen auf dem Glasnevin Cemetery in Dublin zu Füßen eines 1847 erbauten großen Rundturms, der schon von weitem sichtbar ist.
Seinen Beinamen The Liberator erhielt er für seine Verdienste um die Katholikenemanzipation. Heute gibt es kaum eine Stadt in der Republik Irland, die nicht eine Straße oder einen Platz nach ihm benannt hat. Zu seinen Ehren wurde die Sackville Street, die Hauptstraße im Zentrum von Dublin, 1924 in O’Connell Street umbenannt. An ihrem Südende steht ein großes Denkmal von ihm. Es wurde 1854 von John Henry Foley geschaffen. Sein ehemaliger Wohnsitz, Derrynane House, nahe dem Ort Caherdaniel, County Kerry, ist heute ein Museum und kann besichtigt werden. Hier ist auch die große Prunkkutsche zu sehen, die ihm die Dubliner Bürgerschaft 1844 nach seiner Entlassung geschenkt hatte.